# Gemeinderat (Stadt Zürich)
Der Gemeinderat ist das Parlament der Stadt Zürich. Als Legislative ist er die oberste gesetzgebende Behörde in der Stadt. Seine 125 Mitglieder werden in neun Wahlkreisen nach dem Proporzverfahren für vier Jahre gewählt. Die Sitzungen des Gemeinderats finden in der Regel jeden Mittwochabend statt (ausser während der Schulferien). Der Rat tagt üblicherweise im Rathaus von Zürich. Aufgrund von anstehenden Instandsetzungsarbeiten werden die Sitzungen zurzeit im «Rathaus Hard» in Zürich-Aussersihl abgehalten. Die letzte Gesamterneuerungswahl fand am 13. Februar 2022 statt. Am 4. Mai 2022 begann die 36. Legislatur. Sie dauert bis Mai 2026.

## Geschichte
Ein Parlament im modernen Sinne mit Gewaltenteilung gibt es in der Stadt Zürich seit 1831. In diesem Jahr wurden vom Kanton ein Gemeindegesetz und von der Stadt eine Gemeindeordnung erlassen, die ein Parlament mit Kontrollfunktion gegenüber der Exekutive vorsahen. Im 19. Jahrhundert tagte der Gemeinderat (damals: Grosser Stadtrat) noch eher selten. Die wichtigen Entscheide fällte bis 1892 die Gemeindeversammlung. Der Grosse Stadtrat übernahm mit der Eingemeindung von 1893 einen Teil der Funktionen der Gemeindeversammlung. In diesem Jahr wurden auch die Initiative und das Referendum als direktdemokratische Instrumente eingeführt. Seit 1893 werden die Legislaturen gezählt. 1934 wurde der Grosse Stadtrat in Gemeinderat umbenannt.

## Aufgaben
Der Gemeinderat hat gemäss Art. 53 ff der Gemeindeordnung der Stadt Zürich folgende Aufgaben:
- Festsetzung des Budgets und des Steuerfusses: Eine der wichtigsten Kompetenzen des Gemeinderats ist die jährliche Festlegung des Budgets der Stadt Zürich. Die Stadt hat ein Budget von etwa 9,5 Milliarden Franken. Wie viel und wo dieses Geld eingesetzt wird, entscheidet der Gemeinderat jeweils im Dezember.
- Erlass von Verordnungen: Der Gemeinderat erlässt in seiner Funktion als Legislative Verordnungen von allgemeiner Wichtigkeit für die Stadt Zürich. Beispiele sind etwa die Verordnung über die Arbeitsverhältnisse des städtischen Personals, die Verordnung über den Einsatz von Bodycams bei der Stadtpolizei oder die Verordnung über die Grundsätze der Vermietung von städtischen Wohnungen. Ebenfalls setzt er die kommunalen Richt- und Nutzungspläne, die Bau- und Zonenordnung sowie Sonderbauvorschriften und Gestaltungspläne fest.
- Ausgabenbeschlüsse: Ausgaben, die der Stadtrat nicht in eigener Kompetenz tätigen kann, muss er dem Gemeinderat vorlegen. Dieser beschliesst auf Antrag des Stadtrats über diese Ausgaben – zum Beispiel über einen Kredit für den Bau eines neuen Schulhauses. Ausgaben von mehr als 20 Millionen Franken müssen zusätzlich dem Volk vorgelegt werden (obligatorische Volksabstimmung).
- Einreichen von Vorstössen: Jedes Gemeinderatsmitglied, jede Fraktion und jede Kommission des Gemeinderats ist berechtigt, Vorstösse (Motionen, Postulate, Parlamentarische Initiativen, Globalbudgetanträge, Interpellationen und Schriftliche Anfragen) zuhanden des Stadtrats einzureichen. Ziel eines Vorstosses ist es, die Interessen der Stimmberechtigten der Stadt einzubringen und den Stadtrat aufzufordern, seine Politik diesen Anliegen entsprechend zu gestalten.
- Abnahme der Rechnung: In seiner Rolle als Aufsichtsorgan nimmt der Gemeinderat jeweils im Juni die Rechnung der Stadt ab.
- Genehmigung des Geschäftsberichts: Durch den Geschäftsbericht erhält der Gemeinderat Einsicht in die Arbeit des Stadtrats sowie der Stadtverwaltung und kann diese so beaufsichtigen.
- Wahl diverser Gremien und Leitungen Fachstellen: Der Gemeinderat wählt in seiner Funktion als Volksvertretung zahlreiche Gremien sowie die Leitungspersonen verschiedener Fachstellen. Dazu gehören zum Beispiel die Mitglieder der Schulkommissionen, die Mitglieder der Sozialbehörde, die Direktorin oder der Direktor der Finanzkontrolle, die Ombudsperson sowie die oder der Datenschutzbeauftragte.

### Tätigkeitsbericht
Der Gemeinderat dokumentiert jährlich seine Verhandlungen und die sich selber auferlegten Regeln in einem Tätigkeitsbericht. Darin sind auch die Sprechzeiten ausgewertet, im Tätigkeitsjahr 2024/25 sprachen sowohl SVP als auch AL je fast die doppelte Zeit der von ihnen vertretenen Prozentanteile; sie stellten rund 18 Prozent des Parlaments und beanspruchten rund 34 Prozent Sprechzeit. Das zweite Jahr in Folge sprach dabei der Fraktionspräsident der SVP die meiste Zeit, nun mit 452 Minuten mehr als diejenigen 43 Parlamentarier zusammen mit den kürzesten Redezeiten. Die 38 Prozent Frauen im Parlament beanspruchten knapp unter 30 Prozent der Redezeit.

## Parteien, Fraktionen und Parlamentarische Gruppen
siehe auch Ergebnisse der Kommunalwahlen in Zürich
Im Gemeinderat sind in der laufenden Legislatur acht Parteien vertreten. Die Sitzverteilung sieht wie folgt aus (Stand Januar 2025, nach Parteiaustritt: −1 GLP / +1 Parteilos (= Übrige); vormalige Änderung im Februar 2023, nach Sitzverschiebung: −1 GLP / +1 FDP):
- AL: 8
- SP: 37
- Grüne: 18
- GLP: 15
- EVP: 3
- Mitte: 6
- FDP: 23
- SVP: 14
- Übrige: 1

Eine Fraktion besteht aus mindestens fünf Mitgliedern des Gemeinderats, die in der Regel der gleichen Partei angehören. Es können aber auch Mitglieder zweier oder mehrerer Parteien oder Gruppierungen eine gemeinsame Fraktion bilden. Die Fraktion ist eine wichtige Plattform für die Meinungsbildung zu den Geschäften des Gemeinderats. Für die Führung des Fraktionssekretariats erhalten die Fraktionen von der Stadt finanzielle Beiträge. Die Fraktionen sind gemäss ihrer Stärke in den Kommissionen vertreten.

In der Legislatur 2022 bis 2026 sind im Rat sieben Fraktionen vertreten.
Die folgende Tabelle zeigt die Entwicklung der Sitzverteilung des Gemeinderats seit 1895:
| Parteien | SP | FDP1 | SVP2 | Grüne | GLP | AL3 | EVP4 | Die Mitte5 | LDU | PdA6 | Demokraten | Übrige | Total |
| -------- | -- | ---- | ---- | ----- | --- | --- | ---- | ---------- | --- | ---- | ---------- | ------ | ----- |
| 1895     | 18 | 53   | —    | —     | —   | —   | —    | —          | —   | —    | 41         | 6      | 118   |
| 1898     | 22 | 51   | —    | —     | —   | —   | —    | —          | —   | —    | 39         | 6      | 118   |
| 1901     | 31 | 54   | —    | —     | —   | —   | —    | —          | —   | —    | 36         | 4      | 125   |
| 1904     | 44 | 47   | —    | —     | —   | —   | —    | —          | —   | —    | 31         | 3      | 125   |
| 1907     | 49 | 47   | —    | —     | —   | —   | —    | —          | —   | —    | 26         | 3      | 125   |
| 1910     | 49 | 46   | —    | —     | —   | —   | —    | —          | —   | —    | 26         | 4      | 125   |
| 1913     | 53 | 34   | —    | —     | —   | —   | —    | 8          | —   | —    | 17         | 13     | 125   |
| 1916     | 60 | 36   | —    | —     | —   | —   | —    | 8          | —   | —    | 15         | 6      | 125   |
| 1919     | 60 | 39   | —    | —     | —   | —   | —    | 8          | —   | —    | 10         | 8      | 125   |
| 1922     | 44 | 41   | —    | —     | —   | —   | 1    | 9          | —   | 13   | 12         | 5      | 125   |
| 1925     | 55 | 39   | —    | —     | —   | —   | —    | 11         | —   | 9    | 10         | 1      | 125   |
| 1928     | 59 | 41   | —    | —     | —   | —   | —    | 10         | —   | 5    | 10         | —      | 125   |
| 1931     | 63 | 35   | —    | —     | —   | —   | 1    | 11         | —   | 6    | 9          | —      | 125   |
| 1933     | 63 | 28   | 3    | —     | —   | —   | —    | 13         | —   | 2    | 6          | 10     | 125   |
| 1938     | 60 | 29   | —    | —     | —   | —   | —    | 10         | 20  | 2    | 4          | —      | 125   |
| 1942     | 48 | 23   | —    | —     | —   | —   | —    | 13         | 37  | —    | 3          | 1      | 125   |
| 1946     | 38 | 25   | 4    | —     | —   | —   | —    | 14         | 21  | 19   | 4          | —      | 125   |
| 1950     | 40 | 28   | 5    | —     | —   | —   | —    | 16         | 28  | 4    | 4          | —      | 125   |
| 1954     | 46 | 27   | 7    | —     | —   | —   | 3    | 16         | 20  | 2    | 4          | —      | 125   |
| 1958     | 46 | 25   | 10   | —     | —   | —   | 4    | 17         | 21  | 1    | 1          | —      | 125   |
| 1962     | 46 | 27   | 10   | —     | —   | —   | 8    | 19         | 14  | —    | 1          | —      | 125   |
| 1966     | 41 | 23   | 11   | —     | —   | —   | 7    | 18         | 22  | 2    | 1          | —      | 125   |
| 1970     | 41 | 26   | 5    | —     | —   | —   | 12   | 15         | 26  | —    | —          | —      | 125   |
| 1974     | 44 | 23   | 4    | —     | —   | —   | 8    | 19         | 16  | 1    | —          | 10     | 125   |
| 1978     | 50 | 26   | 5    | —     | —   | —   | 6    | 19         | 16  | 1    | —          | 2      | 125   |
| 1982     | 42 | 36   | 7    | —     | —   | —   | 6    | 19         | 9   | —    | —          | 6      | 125   |
| 1986     | 39 | 27   | 6    | 5     | —   | —   | 6    | 17         | 11  | —    | —          | 14     | 125   |
| 1990     | 47 | 25   | 7    | 10    | —   | 4   | 4    | 12         | 8   | —    | —          | 8      | 125   |
| 1994     | 43 | 28   | 19   | 5     | —   | 2   | 2    | 10         | 7   | —    | —          | 9      | 125   |
| 1998     | 49 | 26   | 26   | 7     | —   | 2   | 1    | 8          | 4   | —    | —          | 2      | 125   |
| 2002     | 49 | 20   | 31   | 10    | —   | 3   | 2    | 9          | —   | —    | —          | 1      | 125   |
| 2006     | 44 | 19   | 24   | 14    | —   | 5   | 6    | 10         | —   | —    | —          | 3      | 125   |
| 2010     | 39 | 18   | 24   | 14    | 12  | 5   | 4    | 7          | —   | —    | —          | 2      | 125   |
| 2014     | 39 | 21   | 23   | 14    | 13  | 9   | —    | 6          | —   | —    | —          | —      | 125   |
| 2018     | 43 | 21   | 17   | 16    | 14  | 10  | 4    | —          | —   | —    | —          | —      | 125   |
| 2022     | 37 | 22   | 14   | 18    | 17  | 8   | 3    | 6          | —   | —    | —          | —      | 125   |

Fussnoten:
1 FDP: 1970 einschliesslich Demokraten

2 SVP: bis 1970 als BGB

3 AL: 1990 bis 1998 als «Alternative Liste Züri 1990»

4 EVP: 2018 mit BDP

5 Die Mitte: vor 2022 als CVP

6 PdA: 1922 bis 1938 als Kommunisten
Quelle: Statistik Stadt Zürich

## Mitglieder

### Anzahl und Verteilung auf Wahlkreise
Der Gemeinderat besteht aus 125 Mitgliedern. Die Sitze werden gemäss den Bevölkerungszahlen auf neun Wahlkreise verteilt. Die Stadtkreise 1 und 2, 4 und 5 sowie 7 und 8 bilden zusammen einen Wahlkreis, die übrigen Stadtkreise bilden je einen eigenen Wahlkreis. Der Gemeinderat wird alle vier Jahre von den 233 859 Wahlberechtigten der Stadt Zürich (Stand: 2022) an der Urne gewählt, wobei das doppeltproportionale Zuteilungsverfahren nach Friedrich Pukelsheim zur Anwendung kommt. Jedes Ratsmitglied vertritt stadtweit rund 3490 Einwohner. Um in den Gemeinderat einzuziehen, muss seit 2006 in mindestens einem Wahlkreis die Fünf-Prozent-Hürde überwunden werden. Eine Abschaffung der Sperrklausel wurde 2017 vom Volk abgelehnt. Die letzte Wahl fand am 13. Februar 2022 für die Amtsdauer von 2022 bis 2026 statt.

### Präsidium
Der Präsident des Gemeinderats im Amtsjahr 2025/2026 ist Christian Huser (FDP). Er ist für ein Jahr gewählt und in dieser Zeit der «höchste Stadtzürcher». Der Präsident leitet die Sitzungen des Gemeinderats und übernimmt Repräsentationsaufgaben. Christian Huser (FDP) wird in seinem Amtsjahr vom ersten Vizepräsidenten Ivo Bieri (SP) und vom zweiten Vizepräsidenten Christian Traber (Die Mitte) unterstützt. In der Regel durchläuft die Präsidentin oder der Präsident zuerst das Amt des zweiten und danach des ersten Vizepräsidiums. Das Präsidium wird während der Ratssitzung durch das Ratssekretariat unterstützt. Es ist für sämtliche Protokolle des Rats (Beschluss- und substanzielles Protokoll sowie für die Audio-Aufnahme der Sitzungen) verantwortlich.

### Vergütung
Die Mitglieder des Gemeinderats sind Milizpolitiker, d. h. sie üben neben ihrem Mandat als Gemeinderat einen Beruf aus. Das Pensum als Gemeinderatsmitglied mit allen Vor- und Nachbereitungen und der Teilnahme an Rats-, Kommissions- und Fraktionssitzungen umfasst mindestens 20 Prozent. Ein zusätzliches Amt wie das Präsidium des Rats oder einer Kommission nimmt deutlich mehr Zeit in Anspruch. Für die Teilnahme an Rats- und Kommissionssitzungen erhalten die Mitglieder des Gemeinderats ein Sitzungsgeld. Das Sitzungsgeld beträgt für eine Sitzung von bis zu 2,5 Stunden Dauer 130 Franken.

## Kommissionen
Die Kommissionen sind Arbeitsgruppen für bestimmte sachpolitische Bereiche. Sie beraten die Vorlagen des Stadtrats und stellen Antrag an den Gemeinderat. Die Kommissionsmitglieder sind in ihrer Rolle als Experten für ihren Zuständigkeitsbereich wichtige Ansprechpersonen für den übrigen Rat. In den Kommissionen werden die Sitze gemäss der Stärke der Fraktionen im Rat verteilt.
Im Gemeinderat gibt es folgende Kommissionen:
- Geschäftsleitung
- Ständige Kommissionen: Rechnungsprüfungskommission (RPK) und Geschäftsprüfungskommission (GPK)
- Sachkommissionen: SK FD (Finanzdepartement), SK GUD (Gesundheits- und Umweltdepartement), SK HBD/SE (Hochbaudepartement/Stadtentwicklung), SK SID/V (Sicherheitsdepartement/Verkehr), SK PRD/SSD (Präsidialdepartement/Schul- und Sportdepartement), SK SD (Sozialdepartement), SK TED/DIB (Tiefbau- und Entsorgungsdepartement/Departement der Industriellen Betriebe)
- Redaktionskommission (RedK)
- Interfraktionelle Konferenz (IFK)

## Ehemalige Präsidien des Gemeinderats
Johannes Caspar Ryf war der erste Präsident des Gemeinderats im Jahr 1831. Seit der ersten Eingemeindung vom 1. Januar 1893 besteht der Gemeinderat in der heutigen Form. Als Erster präsidierte diesen Konrad Escher von den Liberalen. Die erste Präsidentin war Irene Müller-Bertschi (SP) im Jahr 1978. In der folgenden Tabelle sind die Altpräsidien der letzten Jahre aufgeführt.
| Amtsjahr | Name                          | Partei |
| -------- | ----------------------------- | ------ |
| 2006/07  | Vohdin Christopher            | SVP    |
| 2007/08  | Hug Christoph                 | Grüne  |
| 2008/09  | Jahreiss-Montagnani Fiammetta | SP     |
| 2009/10  | Schönbächler Robert           | CVP    |
| 2010/11  | Garzotto Marina               | SVP    |
| 2011/12  | Manser Joe A.                 | SP     |
| 2012/13  | Leiser Albert                 | FDP    |
| 2013/14  | Abele Martin                  | Grüne  |
| 2014/15  | Frei Dorothea                 | SP     |
| 2015/16  | Wiesmann Matthias             | GLP    |
| 2016/17  | Bartholdi Roger               | SVP    |
| 2017/18  | Küng Peter                    | SP     |
| 2018/19  | Bürki Martin                  | FDP    |
| 2019/20  | Heinz Schatt                  | SVP    |
| 2020/21  | Helen Glaser                  | SP     |
| 2021/22  | Mischa Schiwow                | AL     |
| 2022/23  | Matthias Probst               | Grüne  |
| 2023/24  | Sofia Karakostas              | SP     |
| 2024/25  | Guy Krayenbühl                | GLP    |